# Cerkev svete Trojice miru, Świdnica
Cerkev Svete Trojice miru v Świdnici je največji leseni baročni tempelj v Evropi,zgodovinska verska zgradba, zgrajena po sporazumih Vestfalske pogodbe, podpisane leta 1648, s katero se je končala tridesetletna vojna. Spada v župnijo Świdnica evangeličansko-avgsburške cerkve na Poljskem. Stavba je skupaj s Cerkvijo svetega Duha miru v Jaworju (Kościoły Pokoju) od leta 2001 na Unescovem seznamu svetovne dediščine.

## Zgodovina
Świdniška cerkev miru je bila ena od treh cerkva miru (po Głogówu in Jaworju), ki jih je katoliški cesar Ferdinand III. Habsburški pod pritiskom protestantske Švedske dovolil zgraditi v habsburških dednih kneževinah v Šleziji. Vse cerkve, ki so jih zgradili katoliki in jih prevzeli protestanti, so bile vrnjene katoliški cerkvi. Po izbruhu vojne je bila evangeličanom odvzeta pravica do izpovedovanja lastne vere in lastne cerkve. Vendar je bilo v kneževinah, ki so jim vladali šlezijski Pjasti (starešine štirih rodov poljske rodbine Pjastov) – večinoma evangeličanski –, vsem cerkvam dovoljeno ostati protestantske.
Gradnja Cerkva miru je bila namerno podvržena dodatnim pogojem, ki naj bi otežili njihovo gradnjo ali v primeru dokončanja povzročili krajšo uporabo templja. Temeljni kamen cerkve v Świdnici je bil položen 23. avgusta 1656. Avtor projekta je bil vroclavski gradbeni mojster Albrecht von Saebisch. Cerkev je zgradil Andreas Kaemper, mizar iz Świdnice. Za zbiranje sredstev za gradnjo se je na potovanje po evropskih protestantskih dvorih podal Christian Czepko, rojen iz Świdnice. Pri gradnji so sodelovali šlezijski evangeličani vseh družbenih slojev, od kmetov do meščanov in plemičev.
Po 10 mesecih gradnje je bila prva služba v novi šwidniški cerkvi 24. junija 1657.
Leta 1708, med veliko severno vojno, ko se je verski položaj evangeličanov izboljšal, spet pod pritiskom švedskega kralja, sta bila ob cerkvi zgrajena zvonik in evangeličanska šola. Obe stavbi sta se ohranili do danes.
Čeprav je bila cerkev ustanovljena kot posledica verskih spopadov, je simbol sprave. Leta 1989 sta poljski premier Tadeusz Mazowiecki in nemški kancler Helmut Kohl skupaj molila za mir v cerkvi. Leta 2011 je cerkev gostila švedski kraljevi par Karla XVI. Gustava in kraljico Silvijo. Leta 2014 sta nemška kanclerka Angela Merkel in poljska premierka Ewa Kopacz sodelovali v ekumenski molitvi za mir. Septembra 2016 so v cerkvi Świdnica podpisali Apel za mir predstavniki krščanskih veroizpovedi, judovstva, islama in budizma (ki ga zastopa Tenzin Gyatso, XIV. dalajlama).

## Arhitektura
Cerkev miru v Świdnici je bila zgrajena po sistemu predalčne lesene gradnje kot centralno postavljena triladijska bazilika, ki temelji na lesenem ogrodju, napolnjenem z maso gline in slame. Zgrajena je bila v tlorisu grškega križa. Osrednjo stavbo so dopolnjevale krstilnica in zakristija na vzhodu, mrliška veža na zahodu, poročna dvorana na jugu. Dolga je 44 m in široka 30,5 m. Prvo nadstropje in štiri nadstropja galerij lahko sprejme 7500 ljudi (vključno s 3000 sedeži). Cerkev je bila zgrajena z namenom, da bi sprejela čim več ljudi, kar je bilo pomembno predvsem v času, ko je bila protestantom omejena verska svoboda, saj je bila ena od dveh protestantskih cerkva v Świdničko-javorski kneževini. Zato ima tempelj velik notranji prostor (1090 m2) in prostornino.

## Notranjost
Oltar in prižnica sta med najvrednejšimi kosi opreme v cerkvi.

### Prižnica
Baročna prižnica, delo Gotfrieda Augusta Hoffmanna, sega v leto 1729. Stopnišče je okrašeno z bibličnimi prizori: Binkošti, Golgota in Raj. Balustrada ima vklesane alegorije vere, upanja in ljubezni. Nad vrati na prižnico je skulptura Jezusa dobrega pastirja.

### Glavni oltar
Glavni oltar, prav tako Hoffmannovo delo, je bil naročen za stoletnico cerkve leta 1752 in dokončan naslednje leto. Nad oltarno menzo je majhen relief, ki prikazuje Zadnjo večerjo. V središču je Kristusov krst in liki Mojzesa, velikega duhovnika Arona ter apostolov Petra in Pavla. Zgoraj je na šestih korintskih stebrih naslonjen friz z napisom: »Dies ist mein geliebter Sohn, an dem ich Wohlgefallen habe« ("To je moj ljubljeni sin, nad katerim sem zelo zadovoljen" – Mt 3,17). V središču, na višini friza, je alegorija Svetega Duha v obliki goloba. Zgoraj, pod krošnjami, zlati trikotnik, obdan z žarki, s tetragramatonom božjega imena, napisanim v hebrejski pisavi - alegorija Boga Očeta. Na vrhu oltarja na knjigi s sedmimi pečati stoji jagnje z zastavo.

### Orgle
Ohranjene so tudi starinske orgle z 62 cevmi in baročnim prospektom iz let 1666–1669, ki jih je dal zgraditi Gottfried Klose iz Brzega in večkrat predelati. Manjše orgle, ki jih je leta 1695 ustanovil Sigismund Ebersbach, so na najvišji galeriji nad oltarjem.
Sedanje orgle izvirajo iz leta 1909, izdelalo pa jih je podjetje Świdnica - Schlag & Söhne, ki je uvedlo električno energijo.

### Loža družine Hochberg
Najbolj privilegirane družine so imele v cerkvi svoje lože. Pred prižnico je nad glavnim vhodom v cerkev lepa, bogato okrašena loža družine Hochberg, dobrotnikov cerkve, zgrajena leta 1698. Loža je bila zgrajena v znak hvaležnosti družini grofa Johann Heinrich von Hochberga, ki je daroval hrast za gradnjo cerkve.

### Galerije
Celotna dolžina galerij je pokrita z 78 bloki svetopisemskih verzov in 47 alegoričnimi prizori. Slike na deskah ponazarjajo pomen svetopisemskih citatov. Balustrade galerij so bogato okrašene s skulpturami in slikami.

### Slike
Stropove cerkve krasijo slike iz let 1694 do 1696 dveh slikarjev iz Świdnice - Chrystiana Sussenbacha in Chrystiana Kolitschke. Ilustrirajo prizore iz Janezovega razodetja:
- Nebeški Jeruzalem,
- Bog Oče, z orlom, ki kroži nad glavo, obdan s sedmimi plameni, zaprto knjigo s sedmimi pečati v naročju, na njej počiva jagnje; 24 starcev kleči okoli njega; Janeza se vidi, kako moli spodaj,
- Padec grešnega mesta Babilona.
- Poslednja sodba.

Sveta Trojica je naslikana na križišču ladij.
Stropi okoli slik ter stropi galerij in stebrov so poslikani s cvetličnimi vzorci.

## Galerija
- Prižnica
- Orgle
- Hochberg loge
- Nagrobni spomeniki
- Zvonik
- Zadnji del templja
- Miniatura Świdničke cerkve miru v parku miniatur v Kowaryju